# Carbon Fiber Music (discográfica)
Carbon Fiber Music es un sello discográfico fundado por el reconocido artista puertorriqueño Farruko y el productor musical hondureño Frank Miami en 2014, dedicado principalmente a la música urbana.

## Miembros

### Artistas
- Farruko
- Frank Miami[1]
- Sharo Towers
- Akim
- Menor Menor[2]
- Milly
- Tati
- Aylin
- David Muguercia
- Emanuel Lara
- Lirios

### Ex-artistas
- Kelmitt
- Lary Over[3]
- El Boy C[4]
- Alexio
- Sixto Rein[5]
- Benny Benni
- Almighty[6]
- Wambo
- Jacob Forever
- DM
- Mr. Perez
- Ankhal
- Josephlee
- Christian Ponce

### Productores
- Sharo Towers
- Ghetto[7]
- K4G
- J. Cross
- Ulloa

### Exproductores
- Benny Benni

## Álbumes
- 2014: Los menores (Farruko)
- 2015: El pollo del mes (Akim)
- 2015: Visionary (Farruko)
- 2017: Say this (Akim)
- 2017: TrapXFicante (Farruko)
- 2018: El Wason BB (Lary Over)
- 2018: Carbon Fiber Hits (Carbon Fiber Music)
- 2019: Gangalee (Farruko)
- 2019: Trinity: La Marca (Menor Menor)
- 2019: En letra de otro (Farruko)
- 2021: Anti Judas (Ankhal)
- 2021: La 167 (Farruko)
- 2021: Honey Bee (Milly)
- 2021: Anti Judas Reloaded (Ankhal)
- 2022: El odioso (Josephlee)
- 2022: Haters y fanáticos (Akim)
- 2022: Ankhalino (Ankhal)
- 2023: Tibro (Menor Menor)
- 2024: Transition (Frank Miami)
- 2024: Cvrbon Vrmor (C_ode: G_d.o.n.) (Farruko)
- 2024: El jardín (Lirios)
- 2024: El wero - EP (J. Cross)
- 2024: Cvrbon Vrmor (Farruko)
- 2024: El jardín (Live) (Lirios)
- 2025: Esto es otra cosa (Emanuel Lara)
- 2025: UVMSDC (Lirios)